# Mando Diao

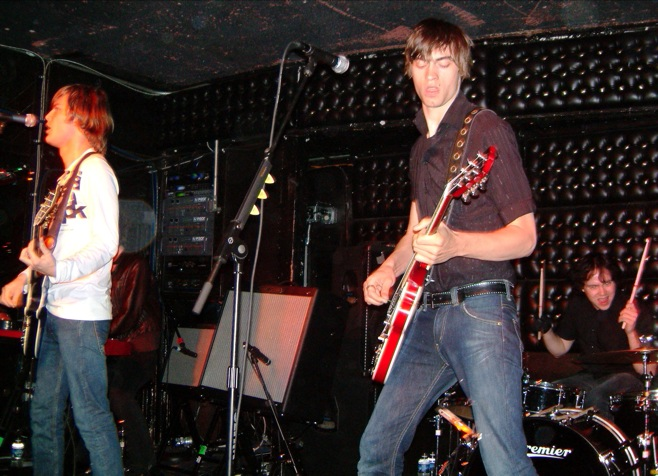
Mando Diao

Mando Diao je alternativní rocková skupina z Borlänge ve Švédsku, která prorazila albem Hurricane Bar. Skladba „God Knows“ byla uvedena při FIFA 2006. Jejich fanoušci pocházejí hlavně ze Švédska, Německa a Japonska, ačkoli povědomí o nich se už rozšířilo i do západní Evropy, především do Velké Británie.

## Začátky
Kořeny Mando Diao sahají do roku 1995, kdy Björn Dixgård a zakládající člen Mando Diao Daniel Haglund hráli v kapele Butler. Sestava skupiny se po čtyři roky neustále měnila, a tak se její členové rozhodli začít brát projekt vážněji. Björn Dixgård a Gustaf Norén se zavřeli v letním sídle a strávili 14 měsíců psaním písní. Za svůj původní vzor a zdroj inspirace považují The Beatles. Gustaf údajně vstoupil do kapely poté, co o ní on a Björn celou noc mluvili. Pojmenovali ji Mando Diao, což podle jejích členů nemá žádný přesný význam, ale váže se ke snu Björna Dixgårda, ve kterém k němu přišel muž a zakřičel „Mando Diao!“.

## Nahrávky
Nově pojmenovaná skupina zprvu živě hrála v klubech v Borlänge v roce 1999. Brzy podepsali smlouvu se švédskou EMI. V roce 2002 vyšlo ve Švédsku jejich první album Bring 'Em In. Obsahuje první demoverze jejich písní, částečně nahraných ještě za spolupráce keyboardisty Daniela Haglunda, který ze skupiny odešel v roce 2003. V tom samém roce bylo album vydáno i v ostatních zemích za pomoci Mute Records, současně s jejich debutovým singlem „Sheepdog“. V roce 2004 byla skupina nadšeně vítána hudebními časopisy jako jedna z nejnadějnějších nově založených kapel roku. Také vyšlo album Hurricane Bar. Jejich třetí album, Ode to Ochrasy, pak vyšlo v roce 2006. Koncem tohoto roku vydala skupina také DVD s názvem Down in the Past. Ode to Ochrasy vydala ve Velké Británii společnost Nettwerk 2. dubna 2007, spolu se čtyřmi bonusovými nahrávkami. V říjnu 2007 vydala skupina album Never Seen The Light Of Day. Jejich  poslední album, Give Me Fire, vyšlo 13. února 2009. První single z tohoto alba, „Dance With Somebody“, vyšel 16. ledna 2009. Album získalo první příčku v hitparádách v Německu, Rakousku, Švýcarsku, druhou příčku ve Švédsku a také 39. v Řecku. Björn a Gustaf napsali texty i hudbu a producentem alba se stala skupina The Salazar Brothers.

## Vystoupení, tour
Mando Diao už vystupovali všude[ujasnit] po světě, ačkoli nejvíce fanoušků mají v Německu, Japonsku a jejich rodném Švédsku. Kapela doprovázela The Bravery na jejich tour v roce 2005 současně s losangeleskou skupinou The Colour. Na jejich evropské tour v roce 2006 je doprovázeli Razorlight a Johnossi a v Británii Dirty Pretty Things a Larrikin Love.
Na konci roku 2007 se o Mando Diao často psalo v médiích kvůli incidentu při jejich koncertu 27. ledna 2007. Vystupovali na festivalu Amplified v Norrlands Opera House v Umeå, když se část podlahy hlediště propadla a nejméně 25 posluchačů bylo zraněno. Pět lidí bylo převezeno do nemocnice se zraněními jako zlomené ruce a nohy. Podle vedení Norrlands Opera House byla hala kontrolována, ale nikdy by si nemysleli, že podlaha z pohyblivých částí na betonových podpěrách nad třímetrovou prohlubní by neměla unést 170 lidí, jelikož podle požárníků by ani 800 lidí nemělo dělat problém. Po této nešťastné události Mando Diao zůstali v Umeå pro případ, že by mohli pomoci zraněným fanouškům. Také je osobně v nemocnici navštívili.
Znovu se objevili 29. dubna 2007 na Coachella Valley Music and Arts Festival a 7. června vystoupili na Live Earth v Hamburku. Od léta 2007 se Mando Diao těší podpoře proslulých švédských jazzových muzikantů, Nilse Jansona a Nilse Berga.
Zpěvák Mando Diao Björn Dixgård odehrál na konci roku 2007 sólo tour v Evropě. 3. listopadu 2008 vystoupila skupina v USA v rámci Give Me Fire tour spolu s Capshuns a We Barbarians v legendárním klubu Troubadour v Los Angeles. 2. září 2010 odehráli v Berlíně koncert pro MTV, kde jim hostoval frontman The Kinks Ray Davies a Juliette Lewis. Koncert byl vydán na CD a DVD na konci roku 2010.

## Diskografie
- 2002: Bring 'em In
- 2004: Hurricane Bar
- 2006: Ode to Ochrasy
- 2007: Never Seen the Light of Day
- 2009: Give Me Fire!
- 2012: Infruset
- 2014: Ælita
- 2017: Good Times
- 2019: Bang
- 2020: I Solnedgången
- 2023: Boblikov's Magical World